# Leszek Bandach
Leszek Bandach (Zielona Góra, 3 giugno 1960) è un ex schermidore polacco, vincitore di una medaglia d'argento ed una di bronzo ai campionati mondiali di scherma.